# Єдиний кулемет

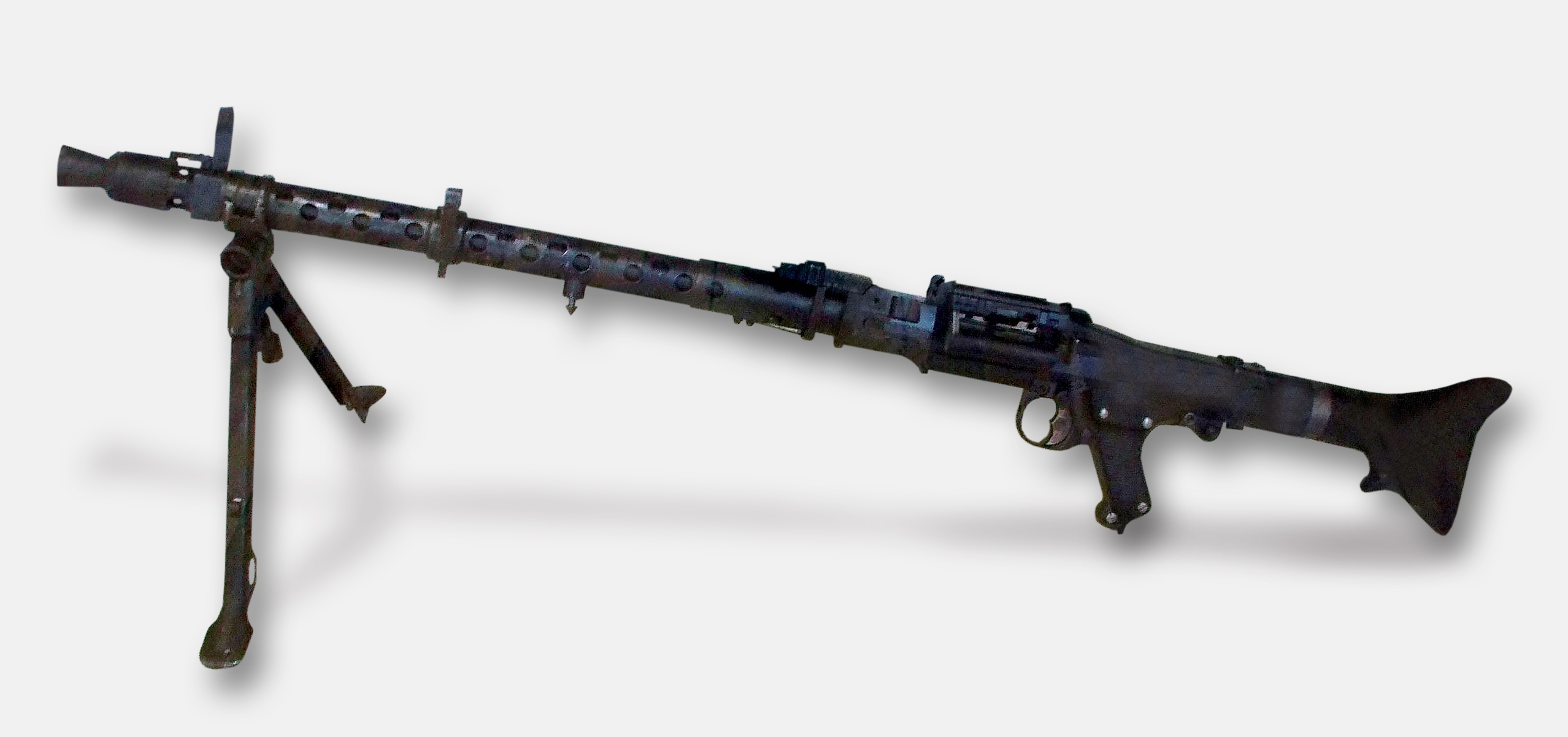
Перший єдиний кулемет MG-34. Німеччина

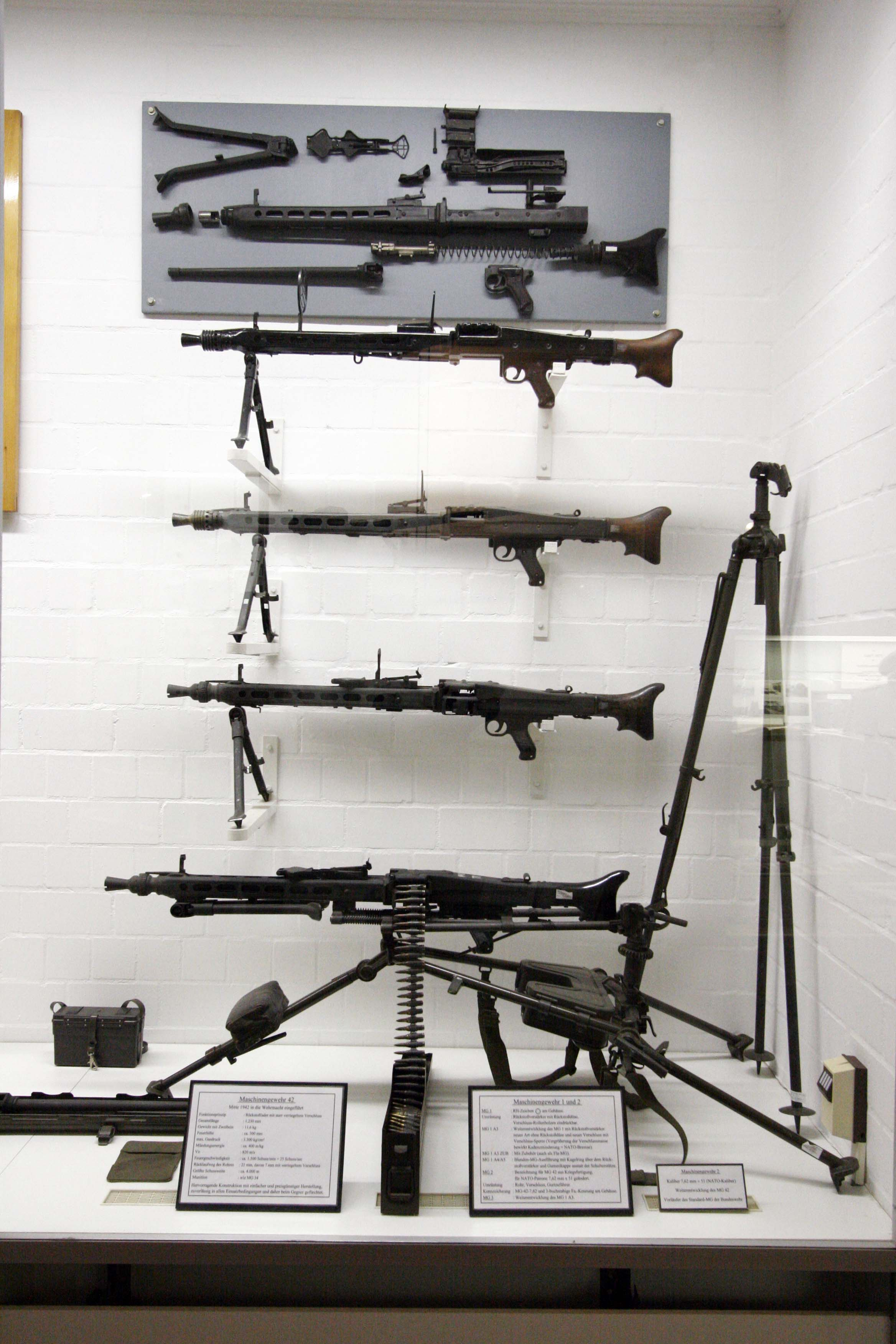
Різні варіації німецького єдиного кулемету MG-42

Єдиний кулемет, універсальний кулемет, або стандартний кулемет, чи кулемет загального призначення — стрілецька автоматична зброя, різновид кулемету, який дає можливість вести прицільну стрільбу як із сошок, так і з використанням збройового станка, а також може встановлюватися як допоміжна зброя на військову техніку (танки, бронетранспортери, бойові машини, вертольоти тощо). Як правило, єдині кулемети перебувають на озброєнні взводів і рот (у деяких арміях і відділень).

## Список єдиних кулеметів
| Кулемет   | Країна         | Набій        | Вага з сошкою (кг) | Механізм дії                                          |
| --------- | -------------- | ------------ | ------------------ | ----------------------------------------------------- |
| AA-52     | Франція        | 7,5×54 мм    | 10,5               | напіввільний затвор                                   |
| FN MAG    | Бельгія        | 7,62×51 мм   | 10,9               | відведення порохових газів, важільне замикання        |
| HK21      | Німеччина      | 7,62×51 мм   | 7,92               | напіввільний затвор, роликове замикання               |
| K12       | Південна Корея | 7,62×51 мм   | 12                 | відведення порохових газів, напіввільний затвор       |
| M240      | США            | 7,62×51 мм   | 12,5               | відведення порохових газів, важільне замикання        |
| M60       | США            | 7,62×51 мм   | 10,6               | відведення порохових газів, важільне замикання        |
| MG3       | Німеччина      | 7,62×51 мм   | 11,5               | віддача ствола, роликове замикання                    |
| MG5       | Німеччина      | 7,62×51 мм   | 10,8               | відведення порохових газів, поворотний затвор         |
| MG 51     | Швейцарія      | 7,5×55 мм    | 16                 | віддача ствола, замикання розсувними бойовими упорами |
| MG 710-3  | Швейцарія      | 7,62×51 мм   | 9,25               | напіввільний затвор                                   |
| QJY-88    | КНР            | 5,8×42 мм    | 11,8               | відведення порохових газів, поворотний затвор         |
| UKM-2000  | Польща         | 7,62×51 мм   | 8,4                | відведення порохових газів, поворотний затвор         |
| SS-77     | ПАР            | 7,62×51 мм   | 9,60               | відведення порохових газів, перекіс затвора           |
| UK vz. 59 | Чехословаччина | 7,62×54 мм R | 8,6                | відведення порохових газів, перекіс затвора           |
| ПКМ       | СРСР           | 7,62×54 мм R | 7,5                | відведення порохових газів, поворотний затвор         |
| «Печенег» | Росія          | 7,62×54 мм R | 8,2                | відведення порохових газів, поворотний затвор         |
| Тип 67    | КНР            | 7,62×54 мм R | 11                 | відведення порохових газів, перекіс затвора           |
| Тип 62    | Японія         | 7,62×51 мм   | 10,15              | відведення порохових газів, перекіс затвора           |
| Тип 86    | КНР            | 7,62×54 мм R | 12,6               | відведення порохових газів, поворотний затвор         |

### Відео
- GENERAL PURPOSE MACHINE GUN (GPMG): MEDIUM MACHINE GUN: 7.62mm [Архівовано 11 квітня 2021 у Wayback Machine.]